# Église Notre-Dame-de-Lourdes de Médenine
L'église Notre-Dame-de-Lourdes de Médenine (arabe : كنيسة نوتردام دي لورد بمدنين), située dans la ville de Médenine en Tunisie, est une ancienne église catholique construite en 1918, à l'époque du protectorat français. Cédée au gouvernement tunisien en 1964, elle est détruite à une date indéterminée.

## Historique de l'église
À l'époque du protectorat, la ville de Médenine fait partie de la région appelée Territoires du Sud, restée sous administration militaire jusqu'à l'indépendance de la Tunisie. Du point de vue religieux, elle fait partie de la paroisse de Gabès qui comprend tout le sud de la Tunisie. C'est pourquoi les soldats français en poste dans le sud ne peuvent compter que sur le soutien spirituel des aumôniers militaires dans cette région inhospitalière pour les colons français.
L'arrivée du père Gabriel Deshay en septembre 1913 va bouleverser cette situation. Affilié à la congrégation de Notre-Dame de Sion, il sillonne le sud du pays pendant deux ans. Nommé aumônier militaire à la tête de cet immense territoire en octobre 1915, il vend tous les biens qu'il possède pour les consacrer à la construction d'églises.
Après avoir construit entre 1916 et 1917 l'église Notre-Dame-des-Victoires de Tataouine avec l'aide des soldats des bataillons disciplinaires de l'armée française, il entreprend la construction d'une église à Médenine qu'il achève en 1918 en la dédiant à Notre-Dame-de-Lourdes.
En août 1919, le père Deshay s'installe à Médenine puis à Zarzis en 1920, d'où il continue à desservir toutes les églises qu'il a construites jusqu'à son décès en 1926. Ses successeurs finissent par regagner Gabès et renoncent à desservir régulièrement ces églises éloignées et difficiles d'accès.

## Indépendance de la Tunisie
L'indépendance de la Tunisie en 1956 entraîne le départ des militaires français. L'église désaffectée est alors cédée au gouvernement tunisien avant même la signature du modus vivendi avec le Vatican le 10 juillet 1964. L'accord prévoit la cession à titre gratuit de l'édifice avec l'assurance qu'il ne sera utilisé qu'à des fins d'intérêt public compatibles avec son ancienne destination.
Il est détruit à une date indéterminée.